# Крон, Ильмари Генрик Рейнгольд
Ильмари Генрик Рейнгольд Крон (фин. Ilmari Henrik Reinhold Krohn; 8 ноября 1867, Хельсинки — 25 апреля 1960, там же) — финский композитор и музыковед. Сын фольклориста Юлиуса Крона, брат Карле Леопольда
Учился в Хельсинки у Рихарда Фальтина, затем окончил Лейпцигскую консерваторию (1890), ученик Густава Шрека.
В 1894—1905 гг. работал органистом в Тампере, затем в 1911—1944 гг. в Хельсинки. Одновременно в 1918—1935 гг. преподавал музыковедение в Хельсинкском университете. Опубликовал исследование «Об искусстве и происхождении духовных народных песен в Финляндии» (нем. Über die Art und Entstehung der geistlichen Volksmelodien in Finland; 1899), монографии о симфонических произведениях Яна Сибелиуса и Антона Брукнера, учебник по теории музыки в пяти томах (1911—1937). Автор 44 духовных песнопений a capella, фортепианной сонаты in memoriam, сюиты для струнного оркестра, псалмов, мотетов, романсов.

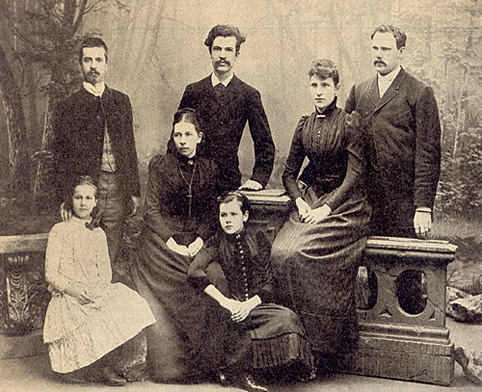
Последний ряд слева направо — Ильмари Крон, Карле, Хельми Крон с Е. Н. Сетяля; спереди Ауне Крон, Хелена (уроджена Клеве) и Айно Каллас